# Ramón González (Leichtathlet)
Ramón González (* 24. August 1966) ist ein ehemaliger kubanischer Speerwerfer.
Bei den Panamerikanischen Spielen 1983 in Caracas und bei den Leichtathletik-Zentralamerika- und Karibikmeisterschaften 1985 gewann er jeweils Silber. 1986 siegte er bei den Zentralamerika- und Karibikspielen und bei den Iberoamerikanischen Meisterschaften.
Einer weiteren Silbermedaille bei den Panamerikanischen Spielen 1987 in Indianapolis folgte die Titelverteidigung bei den Iberoamerikanischen Meisterschaften 1988. 1989 siegte er bei den Zentralamerika- und Karibikmeisterschaften und wurde Fünfter beim Leichtathletik-Weltcup in Barcelona.
1990 verteidigte er seinen Titel bei den Zentralamerika- und Karibikspielen. 1991 siegte er bei den Panamerikanischen Spielen in Havanna und schied bei den Leichtathletik-Weltmeisterschaften in Tokio in der Qualifikation aus. 
1991 wurde er zum dritten Mal Iberoamerikanischer Meister, und 1995 holte er Bronze bei den Zentralamerika- und Karibikmeisterschaften.

## Persönliche Bestleistungen
- Speerwurf: 83,42 m. 20. Juni 1990, Bratislava
- Speerwurf (altes Modell): 87,90 m, 21. Mai 1983, Havanna